# Generation Jones
Als Generation Jones wird in den USA eine Alterskohorte bezeichnet, die die Jahrgänge 1954 bis 1965 umfasst. In Deutschland entspricht diese Altersgruppe weitgehend der der Baby-Boomer, während in den USA der Begriff Baby-Boomer eine größere Gruppe umfasst, von der die Generation Jones die jüngeren Jahrgänge stellt. 

## Soziologie
In soziologischen Betrachtungen wird hervorgehoben, dass die Generation Jones für ältere Jahrgänge prägende Ereignisse wie das Woodstock-Festival oder die Proteste gegen den Vietnamkrieg nicht oder kaum bewusst wahrgenommen habe. Zum Lebensgefühl vieler Angehöriger gehöre das Bedauern darüber, dass man zu spät geboren wurde, um noch ein richtiger Hippie werden zu können. Prägende Jugendereignisse waren die Watergate-Affäre, die Ölkrise, die De-Industrialisierung und die ökonomischen Verwerfungen in der Zeit des US-Präsidenten Ronald Reagan. Als erste Generation erlebte sie von Kindheit an eine Medienwelt, die vom Fernsehen dominiert war.

## Name
Der Name Generation Jones wurde 2007 vom amerikanischen Marketing-Fachmann Jonathan Pontell gewählt. Der Allerweltsname Jones spielt darauf an, dass es sich um eine große, weitgehend anonyme Masse von Zeitgenossen handelt, die untereinander konkurrieren, wie es in der amerikanischen Redensart keeping up with the Joneses zum Ausdruck kommt. Der Slang-Ausdruck jonesing bedeutet „sich nach etwas sehnen“.